# Dynasties
Dynasties (no Brasil: Dinastias) é uma série britânica de documentários sobre a natureza de 2018 sobre cinco espécies vulneráveis ou ameaçadas de extinção, conhecidas por formar populações duradouras: chimpanzé, pinguim-imperador, leão, mabeco e tigre. A série foi produzida pela BBC Natural History Unit, o departamento da BBC responsável pelos conteúdos relacionados à história natural e à vida selvagem.

## Exibições
Narrada originalmente por David Attenborough, a série foi no Reino Unido simultaneamente nos canais BBC One, BBC One HD e BBC Earth. "Chimpanzee", o primeiro episódio, foi exibido em 11 de novembro de 2018, com o episódio. Logo seguiram-se os demais episódios: "Emperor" (18 de novembro), "Lion" (25 de novembro), "Painted Wolf" (2 de dezembro) e "Tiger" (9 de dezembro), o último da série.
No Brasil, a série estreou pelo Discovery Channel em 23 de junho de 2019, tendo como narrador o ator Rodrigo Santoro.

## Episódios
A série é composta de cinco episódios.
- 1 - "Chimpanzee" ("Chimpanzé")
- 2 - "Emperor" ("Pinguim-imperador")
- 3 - "Lion" ("Leão")
- 4 - "Painted Wolf" ("Mabeco")
- 5 - "Tiger" ("Tigre")